# Kerwin Vargas
Kerwin Andrés Calderón Vargas (Concordia, Colombia; 2 de enero de 2002) es un futbolista colombiano. Juega de delantero y su equipo actual es el Charlotte FC de la Major League Soccer.

## Trayectoria
Vargas entró a las inferiores del CD Feirense portugués en 2020, y fue promovido al primer equipo en la temporada 2021-22 de la Segunda División de Portugal.
En 2022, firmó en el Charlotte FC de la Major League Soccer.

## Estadísticas
Actualizado al último partido disputado el 17 de marzo de 2024.
| Club                        | Div.          | Temporada     | Liga  | Liga  | Copas nacionales | Copas nacionales | Copas internacionales | Copas internacionales | Total | Total |
| Club                        | Div.          | Temporada     | Part. | Goles | Part.            | Goles            | Part.                 | Goles                 | Part. | Goles |
| --------------------------- | ------------- | ------------- | ----- | ----- | ---------------- | ---------------- | --------------------- | --------------------- | ----- | ----- |
| CD Feirense Portugal        | 2.ª           | 2021-22       | 28    | 7     | 3                | 1                | —                     | —                     | 31    | 8     |
| CD Feirense Portugal        | Total club    | Total club    | 28    | 7     | 3                | 1                | 0                     | 0                     | 31    | 8     |
| Charlotte FC Estados Unidos | 1.ª           | 2022          | 13    | 0     | 1                | 0                | —                     | —                     | 14    | 0     |
| Charlotte FC Estados Unidos | 1.ª           | 2023          | 30    | 5     | 1                | 0                | 5                     | 0                     | 36    | 5     |
| Charlotte FC Estados Unidos | 1.ª           | 2024          | 4     | 0     | 0                | 0                | —                     | —                     | 4     | 0     |
| Charlotte FC Estados Unidos | Total club    | Total club    | 47    | 5     | 2                | 0                | 5                     | 0                     | 54    | 5     |
| Total carrera               | Total carrera | Total carrera | 75    | 12    | 5                | 1                | 5                     | 0                     | 85    | 13    |